# Baréin en los Juegos Paralímpicos
Baréin en los Juegos Paralímpicos está representado por el Comité Paralímpico Bareiní, miembro del Comité Paralímpico Internacional.
Ha participado en once ediciones de los Juegos Paralímpicos de Verano, su primera presencia tuvo lugar en Nueva York y Stoke Mandeville 1984. El país ha obtenido un total de diez medallas en las ediciones de verano: dos de oro, tres de plata y cinco de bronce.
En los Juegos Paralímpicos de Invierno Baréin no ha participado en ninguna edición.

## Medallero

### Por edición
Juegos Paralímpicos de Verano
| Evento                                | Oro | Plata | Bronce | Total |
| ------------------------------------- | --- | ----- | ------ | ----- |
| Nueva York 1984 Stoke Mandeville 1984 | 0   | 0     | 2      | 2     |
| Seúl 1988                             | 1   | 1     | 1      | 3     |
| Barcelona 1992                        | 0   | 0     | 1      | 1     |
| Atlanta 1996                          | 0   | 0     | 0      | 0     |
| Sídney 2000                           | 0   | 1     | 1      | 2     |
| Atenas 2004                           | 0   | 1     | 0      | 1     |
| Pekín 2008                            | 0   | 0     | 0      | 0     |
| Londres 2012                          | 0   | 0     | 0      | 0     |
| Río de Janeiro 2016                   | 1   | 0     | 0      | 1     |
| Tokio 2020                            | 0   | 0     | 0      | 0     |
| París 2024                            | 0   | 0     | 0      | 0     |
| TOTAL                                 | 2   | 3     | 5      | 10    |

### Por deporte
Deportes de verano
| Evento    | Oro | Plata | Bronce | Total |
| --------- | --- | ----- | ------ | ----- |
| Atletismo | 2   | 3     | 5      | 10    |
| TOTAL     | 2   | 3     | 5      | 10    |